# J.U.S.T.I.C.E. League
J.U.S.T.I.C.E. League – amerykańskie trio producenckie. W jej skład wchodzą Erik Ortiz, Kevin Crowe i Kenny Bartolomei. Pochodzi z miasta Tampa w hrabstwie Hillsborough na zachodnim wybrzeżu Florydy. Współpracowali z takimi wykonawcami jak Drake, Young Jeezy, Keyshia Cole, Mary J. Blige, Rick Ross, Jay-Z, Lloyd Banks, 50 Cent czy Tech N9ne. Zespół swoją nazwę wziął od fikcyjnej grupy bohaterów Justice League.